# 1921 في الأرجنتين
فيما يلي قوائم الأحداث التي وقعت خلال عام 1921 في الأرجنتين.

## رياضة
- 1 يناير – دوري الدرجة الأولى الأرجنتيني 1921 الفائز هوراكان.
- 1 يناير – كأس أمريكا الجنوبية 1921 الفائز منتخب الأرجنتين لكرة القدم.

## مواليد

### يناير
- 1 يناير – سانتياغو كيلي لاعب كرة قدم أرجنتيني.
- 1 يناير – ليديا براتي فنانة أرجنتينية.

### فبراير
- 15 فبراير – ماركوس زوكر ممثل أرجنتيني.

### مارس
- 11 مارس – أستور بيازولا

### يوليو
- 1 يوليو – غويلرمو باتريسيو كيلي سياسي أرجنتيني.
- 25 يوليو – توماس فيو لاعب كرة سلة أرجنتيني.

### سبتمبر
- 4 سبتمبر – أرييل راميريز

### أكتوبر
- 6 أكتوبر – رينالدو مارتينو لاعب كرة قدم أرجنتيني.
- 8 أكتوبر – أنطونيو كربوفيكاس عالم نبات أرجنتيني.

## وفيات

### يونيو
- 9 يونيو – لويس ماريا دراغو (مواليد 1859) سياسي أرجنتيني.